# Province d'Iburi
Iburi (胆振国, Iburi no kuni) est une ancienne province du Japon qui a eu une courte durée de vie. Elle était située sur l'île d'Hokkaido. Elle correspond à l'actuelle subpréfecture d'Iburi à laquelle on ajoute une partie de la subpréfecture d'Ishikari et une autre partie de la subpréfecture de Kamikawa.

## Histoire
- 15 août 1869 : la province d'Iburi est établie et divisée en 8 districts.
- 1872 : la population de la province est de 6251 habitants.
- 1882 : toutes les provinces d'Hokkaido fusionnent.

## Districts
Les districts de l'ancienne province subsistent encore aujourd'hui dans la division de l'île d'Hokkaido.
- Yamakoshi (山越郡?)
- Abuta (虻田郡?)
- Usu (有珠郡?)
- Muroran (室蘭郡?), supprimé le 1er février 1918.
- Yoribetsu (幌別郡?), supprimé le 1er août 1970.
- Shiraoi (白老郡?)
- Yufutsu (勇払郡?)
- Chitose (千歳郡?), supprimé le 11 novembre 1970.